# كاثرين بارنت
كاثرين بارنت (بالإنجليزية: Catherine Barnett)‏ هي كاتِبة وشاعرة أمريكية، ولدت في 1960.